# .cs
.cs е несъществуващ интернет домейн от първо ниво, принадлежал на Чехословакия.
През 1993 г. федеративната страна се разделя на Чехия и Словакия, които получават нови домейни – съответно .cz и .sk.
Използването на .cs постепенно е извеждано от употреба и окончателно е прекратено през януари 1995 г.